# Keizō Obuchi
Keizō Obuchi (jap. 小渕 恵三 Obuchi Keizō; ur. 25 czerwca 1937 w Nakanojō w prefekturze Gunma, zm. 14 maja 2000 w Tokio), japoński polityk, premier. Zasiadał w parlamencie przez 12 kadencji. Funkcję szefa rządu sprawował od 30 lipca 1998 do 5 kwietnia 2000.

## Życiorys
Urodził się w prefekturze Gunma w mieście Nakanojō. W wieku 13 lat przeniósł się do Tokio, gdzie spędził resztę życia. W 1958 r. rozpoczął naukę na Uniwersytecie Waseda. Ukończył go z dyplomem naukowym w 1962 roku. W tym samym roku zmarł jego ojciec. Po jego śmierci zdecydował się zostać politykiem.

## Kariera polityczna
Zainspirowany sukcesem Johna F. Kennedy’ego, Obuchi wystartował w wyborach do Izby Reprezentantów w wieku 26 lat i został najmłodszym deputowanym w historii Japonii. W 1979 r. otrzymał stanowisko dyrektora Okinawa Development Agency. Po ośmiu latach został szefem sekretariatu gabinetu premiera, a w 1997 r. ministrem spraw zagranicznych. Prowadził m.in. negocjacje z Rosją w spornej sprawie terytorialnej, dotyczącej Wysp Kurylskich. W 1998 r. został przewodniczącym Partii Liberalno-Demokratycznej i premierem.

## Choroba i śmierć
W dniu 1 kwietnia 2000 roku doznał udaru mózgu i został przewieziony do tokijskiego szpitala uniwersyteckiego.
5 kwietnia funkcję premiera i szefa partii objął Yoshirō Mori. Obuchi zmarł 14 maja 2000; była to śmierć z przepracowania (zwana w Japonii karōshi).